# Jeßnitz (Anhalt)
Jeßnitz (Anhalt) – dzielnica miasta Raguhn-Jeßnitz w Niemczech, w kraju związkowym Saksonia-Anhalt, w powiecie Anhalt-Bitterfeld.
Do 31 grudnia 2009 było to oddzielne miasto wchodzące w skład wspólnoty administracyjnej Raguhn.
Jeßnitz położone jest nad rzeką Mulda, ok. 20 km na południe od Dessau-Roßlau.

## Współpraca
Miejscowości partnerskie:
- Bobenheim-Roxheim, Nadrenia-Palatynat